# HC VVS MVO Moskou
HC Vojenno-vozdoesjnye sily Moskovskogo Vojennogo Okroega Moskou (Russisch: ХК Военно-воздушные Силы Московского Военного Округа Москва), was een Russische ijshockeyclub die speelde om het Sovjetkampioenschap. De ploeg werd opgericht op 21 december 1946. 

## Team
Na de Tweede Wereldoorlog werd op bevel van Jozef Stalin, de VVS MVO Moskou, (Luchtmacht van het Militair District van Moskou), opgericht, die sporten zoals voetbal, ijshockey, basketbal, volleybal omvatte. Vasili Stalin werd benoemd tot beschermheer van het team. Het team bestond uit atleten van een van de militaire scholen, en de jonge Anatoli Tarasov werd de eerste coach, in 1947 werd hij vervangen door Korotkov. In 1949 won het team de zilveren medaille. In 1953 werd het team opgeheven.

## Vliegtuigcrash
In het seizoen 1949/50 vond een vliegtuigcrash plaats. Op 5 januari, in de buurt van Sverdlovsk, stortte een Lisoenov Li-2 vliegtuig met het team van VVS MVO Moskou en een bemanning aan boord neer tijdens de landing op Luchthaven Koltsovo. 13 leden van VVS MVO Moskou en 6 bemanningsleden kwamen daarbij om het leven.

## Erelijst
Sovjetkampioenschappen (3): 1951, 1952, 1953
Sovjet Cup (1): 1952

## Coaches
- Anatoli Tarasov (1945-1947)
- Pavel Korotkov (1947-1949)
- Boris Botscharnikov (1949-1950)
- Vsevolod Bobrov (1950-1953)

## Spelers
- - Jevgeni Babitsj (1951-1953)
- - Vsevolod Bobrov (1950-1952)
- - Viktor Sjoevalov (1949-1953)